# D12 World
D12 World è il secondo album del gruppo hip hop statunitense D12, pubblicato nel 2004.
Ottiene un punteggio di 58/100 su Metacritic.
| Recensione           | Giudizio |
| -------------------- | -------- |
| AllMusic             | [ 5 ]    |
| Robert Christgau     | taglio   |
| Entertainment Weekly | B+       |
| The Guardian         | [ 8 ]    |
| HipHopDX             | [ 9 ]    |
| PopMatters           | 6/10     |
| Rolling Stone        | [ 11 ]   |
| Spin                 | B-       |
| Stylus Magazine      | F        |
| Vibe                 | [ 14 ]   |

## Tracce
1. Git Up – 4:03 (testo: M. Mathers, Luis Resto, Steve King, O. Moore, V. Carlisle – musica: Eminem, Luis Resto (co-prod.))
2. Loyalty (feat. Obie Trice) – 5:54 (testo: M. Mathers, L. Resto, D. Porter, O. Trice, O. Moore, D. Holton, V. Carlisle, R. Johnson – musica: Eminem, Luis Resto (co-prod.))
3. Just Like U – 3:31 (testo: T. Cottrell, R. Johnson – musica: Hi-Tek, Eminem (co-prod.), Luis Resto (co-prod.))
4. I'll Be Damned – 4:21 (testo: D. Porter, O. Moore, R. Johnson, V. Carlisle – musica: Denaun Porter, Eminem (co-prod.), Luis Resto (co-prod.))
5. Dude (skit) – 1:14 (Eminem)
6. My Band – 4:58 (testo: D. Porter, O. Moore, D. Holton, V. Carlisle, R. Johnson, M. Mathers, L. Resto, S. King – musica: Eminem, Luis Resto (co-prod.))
7. U R the One – 4:19 (testo: D. Porter, M. Richardson, M. Elizondo, O. Moore, R. Johnson, D. Holton, V. Carlisle – musica: Mr. Porter)
8. 6 in the Morning (Come On In) – 4:38 (testo: M. Mathers, L. Resto, D. Porter, O. Moore, V. Carlisle – musica: Eminem, Luis Resto (co-prod.))
9. How Come – 4:09 (testo: M. Mathers, D. Porter, D. Holton, D. Moore, B. Johnson – musica: Witt & Pep)
10. Leave Dat Boy Alone – 5:23 (testo: M. Mathers, L. Resto, A. Thelusma, O. Moore, D. Porter, V. Carlisle – musica: Red Spyda, Eminem(co-prod.), Luis Resto (co-prod.))
11. Get My Gun – 4:34 (testo: M. Mathers, L. Resto, S. King, O. Moore, V. Carlisle, D. Holton, D. Porter, R. Johnson – musica: Eminem, Luis Resto (co-prod.))
12. Bizarre (skit) – 1:21 (testo: R. Johnson, M. Mathers – musica: Eminem)
13. Bitch (feat. Dina Rae) – 4:56 (testo: M. Mathers, L. Resto, D. Porter, O. Moore, D. Holton, V. Carlisle, R. Johnson – musica: Eminem, Luis Resto (co-prod.))
14. Steve's Coffee House (skit) – 0:51 (testo: S. Berman, M. Mathers – musica: Eminem)
15. D-12 World – 3:10 (testo: K. West, D. Porter, R. Johnson, O. Moore, V. Carlisle, D. Holton – musica: Kanye West)
16. 40 Oz. – 4:02 (testo: M. Williams, J. Kent, M. Mathers, R. Johnson, V. Carlisle, D. Holton – musica: Trackboyz)
17. Commercial Break (feat. Young Zee) – 1:12 (testo: D. Porter, D. Battle – musica: Mr. Porter)
18. American Psycho II (feat. B-Real) – 3:44 (testo: A. Young, M. Elizondo, L. Freese, O. Moore, V. Carlisle, R. Johnson, M. Mathers – musica: Dr. Dre, Mike Elizondo (co-prod.))
19. Bugz '97 (skit) (performed by Bugz) – 1:05 (testo: K. Pitts, M. Mathers – musica: Eminem)
20. Good Die Young – 5:56 (testo: D. Porter, S. Rivers, R. Johnson, V. Carlisle, D. Holton, O. Moore, J.R. Rotem, P. Williams – musica: Mr. Porter, Ess Man (co-prod.))
21. Keep Talkin' – 4:28 (testo: M. Mathers, O. Moore, T. Martinez, G. Hughes, V. Carlisle, R. Johnson, D. Holton, M. Moore – musica: Night & Day, Eminem (co-prod.), Luis Resto (co-prod.))

## Classifiche

### Classifiche settimanali
| Classifica (2004)         | Posizione massima |
| ------------------------- | ----------------- |
| Australia                 | 2                 |
| Austria                   | 5                 |
| Belgio (Fiandre)          | 9                 |
| Belgio (Vallonia)         | 38                |
| Canada                    | 1                 |
| Danimarca                 | 6                 |
| Finlandia                 | 20                |
| Francia                   | 9                 |
| Germania                  | 2                 |
| Italia                    | 16                |
| Norvegia                  | 5                 |
| Nuova Zelanda             | 1                 |
| Paesi Bassi               | 9                 |
| Regno Unito               | 1                 |
| Stati Uniti               | 1                 |
| US Top Rap Albums         | 3                 |
| US Top R&B/Hip-Hop Albums | 1                 |
| Svezia                    | 5                 |
| Svizzera                  | 3                 |

### Classifiche di fine anno
| Classifica (2004)         | Posizione massima |
| ------------------------- | ----------------- |
| Stati Uniti               | 30                |
| US Top R&B/Hip-Hop Albums | 17                |